# Sonatel
Sonatel S.A. (Société Nationale des Télécommunications du Senegal) ist ein senegalesisches Unternehmen mit Sitz in Dakar. Es ist der größte senegalesische Telekommunikationsbetreiber und bietet Dienstleistungen in den Bereichen Festnetz, Mobilfunk, Internet, Fernsehen, Daten für Privatpersonen und Unternehmen sowie mobile Zahlungs- und Geldtransferdienste an und hat 38,3 Mio. Kunden (Stand 2021). Sonatel ist außerdem in Mali, Guinea, Sierra Leone und Guinea-Bissau tätig. Bis auf Guinea-Bissau ist Sonatel in allen diesen Ländern Marktführer. In Gea Bissau ist das Unternehmen der zweitgrößte Telekommunikationsbetreiber. Größter Aktionär ist mit 42,3 % Anteilen Orange S.A.
Der größte Bereich ist der Mobilfunkdienst (69,5 % Anteil): Ende 2019 gab es 32,3 Millionen Abonnenten, aufgeschlüsselt nach Ländern wie Senegal (9,5 Millionen), Mali (11,9 Millionen), Guinea (7,7 Millionen), Sierra Leone (2,5 Millionen) und Guinea-Bissau (0,7 Millionen).
Der Bereich Zahlungs- und Geldtransferdienste steht für ca. 10 % des Umsatzes.

## Geschichte
1985–1991 wurde das Telefonnetz im gesamten Senegal ausgebaut. 1996 wurde die Mobilfunktechnologie GSM im Senegal eingeführt. 1997–1998 geschah die Privatisierung von Sonatel, France Telecom (heute: Orange S.A.) trat in das Unternehmen ein, es erfolgte der Börsengang an der Bourse Régionale des Valeurs Mobilières (Börse der Westafrikanischen Wirtschafts- und Währungsunion). Bis zu 10.000 Aktionäre erhielten Zugang zu den Aktien.
Im Jahr 1999 wurde die Tochtergesellschaft Sonatel Mobiles mit der Marke Alizé gegründet, im Jahre 2001 Sonatel Multimédia mit Aktivitäten Im Internet unter der Marke Sentoo. 2002 wurde die Sonatel Foundation gegründet. Es wurden Tochtergesellschaften in Mali (2002), Guinea und Guinea-Bissau (2007) und Sierra Leone (2016) gegründet. Im Jahre 2015 ging die Tochtergesellschaft Orange Finance Services (Orange Money) an den Start.